# Fumo (futebolista)
Carlos Fumo Gonçalves (Maputo, Moçambique, 22 de setembro de 1979), mais conhecido como Fumo, é um ex-futebolista moçambicano que atuou como extremo esquerdo.

## Carreira
Fumo integrou a Seleção Moçambicana de Futebol no Campeonato Africano das Nações de 2010.